# 29737 Norihiro
29737 Norihiro este un asteroid din centura principală de asteroizi.

## Descriere
29737 Norihiro este un asteroid din centura principală de asteroizi. A fost descoperit pe 21 ianuarie 1999 la Kuma Kogen de Akimasa Nakamura. Asteroidul prezintă o orbită caracterizată de o semiaxă mare de 2,76 ua, o excentricitate de 0,09 și o înclinație de 9,6° în raport cu ecliptica.